# Genevestigator
Genevestigator est une base de données de résultats d'analyses de transcriptomes couplée à un outil de méta-analyse accessible en ligne. La base de données contenait début 2009 les données de 20872 expériences de transcriptomes pour 6 organismes modèles différents: humain, souris, rat, Arabidopsis thaliana, orge, riz et soja.